# Liste des écoles accréditées EQUIS
Voici la liste des institutions accréditées par le European Quality Improvement System (EQUIS) en 2021.

## Par ordre alphabétique

### A
- École supérieure de commerce (université Aalto) — Helsinki,  Finlande
- Aarhus School of Business (université d'Aarhus) — Aarhus,  Danemark
- Adam Smith Business School, université de Glasgow — Glasgow,  Royaume-Uni
- Alliance Manchester Business School, université de Manchester — Manchester,  Royaume-Uni
- Amsterdam Business School (université d'Amsterdam) — Amsterdam,  Pays-Bas
- Antai College of Economics & Management (université Jiao-tong de Shanghai) — Shanghai,  Chine
- Aston Business School (Aston University) — Aston,  Royaume-Uni
- AUC School of Business (American University in Cairo) — Le Caire,  Égypte
- Auckland Business School (université d'Auckland) — Auckland,  Nouvelle-Zélande
- Audencia Nantes School of Management — Nantes,  France
- Australian School of Business (université de Nouvelle-Galles du Sud) - Sydney,  Australie

### B
- Babson College — Wellesley (Massachusetts),  États-Unis
- University of Bath School of Management — Bath,  Royaume-Uni
- Beedie School of Business (Simon Fraser University) — Burnaby,  Canada
- Bentley University — Waltham (Massachusetts),  États-Unis
- BI Norwegian Business School — Oslo,  Norvège
- Birmingham Business School (Birmingham University) — Birmingham,  Royaume-Uni
- Bologna Business School — Bologne,  Italie
- Bond Business School — Gold Coast,  Australie
- Bordeaux Management School — Bordeaux,  France
- Faculté de Management (université de Bradford) — Bradford,  Royaume-Uni
- Brisbane Graduate School of Business (Queensland University of Technology) — Brisbane,  Australie
- Burgundy School of Business — Dijon,  France

### C
- Université catholique portugaise — Lisbonne,  Portugal
- Cass Business School (City University) — Londres,  Royaume-Uni
- Skema Business School — Valbonne,  France
- China Europe International Business School — Shanghai,  Chine
- College of Commerce, université nationale Chengchi — Taipei,  Taïwan (ROC)
- École de commerce de Copenhague — Copenhague,  Danemark
- Coppead Graduate School of Business (université fédérale de Rio de Janeiro) — Rio de Janeiro,  Brésil
- Cranfield School of Management (université de Cranfield) — Cranfield,  Royaume-Uni
- Centrum Graduate Business School, université pontificale catholique du Pérou — Lima,  Pérou

### D
- Division of Business (University of South Australia) — Adélaïde,  Australie
- Division of Management and Accountancy (Mexico Autonomous Institute of Technology) — Mexico,  Mexique
- Durham Business School (université de Durham) — Durham,  Royaume-Uni

### E
- EADA Business School,  Espagne (trois ans)
- EBS Business School, EBS Wiesbaden — Oestrich-Winkel,  Allemagne
- EDHEC - Business School,  France
- EM Lyon Business School, Lyon,  France
- ESADE Business School, École supérieure d'administration et de direction d'entreprises,  Espagne
- École supérieure de commerce et de management — Poitiers et Tours,  France
- ESC Lille business school,  France
- Escola de Administração de Empresas de São Paulo, Fundação Getulio Vargas (EAESP/FGV),  Brésil
- ESCP Europe,  France
- ESMT, Berlin,  Allemagne
- ESSCA, Angers-Paris-Shanghai-Budapest,  France
- ESSEC, Paris-Singapour,  France
- Euromed Management —  France
- University of Exeter Business School — Exeter,  Royaume-Uni

### F
- Faculdad de Administración, Universidad de los Andes,  Colombie (trois ans)
- Faculdade de Economia de l'université nouvelle de Lisbonne,  Portugal (trois ans)
- Faculté des Sciences de l'Administration, Université Laval,  Canada (trois ans)
- Faculty of Business Administration, Simon Fraser University,  Canada (trois ans)
- Faculty of Business Administration, École supérieure d'économie de Prague,  République tchèque (trois ans)
- Faculty of Business and Economics, The University of Hong Kong,  Chine (cinq ans)
- Faculty of Business and Economics, Université de Lausanne,  Suisse
- Faculty of Business, City University of Hong Kong,  Chine (trois ans)
- Faculty of Business, QUT - Queensland University of Technology,  Australie (trois ans)
- Faculty of Business, The Hong Kong Polytechnic University,  Chine (trois ans)
- Faculty of Economics and Business, KU Leuven,  Belgique (cinq ans)
- Faculty of Economics and Business Administration, université de Maastricht,  Pays-Bas (trois ans)
- Faculty of Economics, Business Administration and IT, Université de Zurich,  Suisse (trois ans)
- Faculté d'économie de l'université de Ljubljana,  Slovénie (trois ans)
- Faculty of Management, Economics and Social Sciences, université de Cologne,  Allemagne
- Faculty of Management, Université de Varsovie,  Pologne
- Frankfurt School of Finance & Management,  Allemagne
- Fundação Dom Cabral,  Brésil (trois ans)

### G
- Graduate School of Business (Cape Town University) — Le Cap,  Afrique du Sud
- École supérieure de management (université d'État de Saint-Pétersbourg) - Saint-Pétersbourg,  Russie
- Goldman Academy — Lisbonne,  Portugal
- Gordon Institute of Business Science (University of Pretoria) - Johannesburg, Afrique du Sud
- Grenoble Graduate School of Business — Grenoble,  France

### H
- Hanken School of Economics — Helsinki,  Finlande
- HEC Lausanne (Université de Lausanne) — Lausanne,  Suisse
- HEC Liège (Université de Liège) — Liège, Belgique
- HEC Montréal (Université de Montréal) — Montreal,  Canada
- HEC Paris — Jouy-en-Josas,  France
- Henley Business School (en) (Reading University) — Reading,  Royaume-Uni
- Hult International Business School — Londres,  Royaume-Uni

- Hult International Business School — Boston,  États-Unis
- Hult International Business School — San Francisco,  États-Unis

### I
- IAE Universidad Austral (en) — Buenos Aires,  Argentine
- IAE, IAE Aix-en-Provence —  France
- ICN Graduate Business School (Nancy-Université) — Nancy,  France
- IE Business School — Madrid,  Espagne
- IESA - Instituto de Estudios Superiores de Administración (es),  Venezuela (trois ans)
- IESE Business School,  Espagne (cinq ans)
- IÉSEG School of Management,  France
- IMD -International Institute for Management Development,  Suisse (cinq ans)
- Imperial College Business School (Imperial College London) — Londres,  Royaume-Uni
- INCAE Business School (en) — Alajuela,  Costa Rica et Managua,  Nicaragua
- Institut indien de management d'Ahmedabad — Ahmedabad,  Inde
- Indian Institute of Management Bangalore (en) — Bangalore,  Inde
- Indian Institute of Management Calcutta — Calcutta,  Inde
- Indian Institute of Management Indore (en) - Indore,  Inde
- Indian Institute of Management Kozhikode (en) - Kozhikode,  Inde
- Indian School of Business (en) - Hyderabad,  Inde
- INSEAD —  France et  Singapour
- ISEG - Lisbon School of Economics and Management (université de Lisbonne) — Lisbonne,  Portugal

### J
- Judge Business School (Cambridge University) — Cambridge,  Royaume-Uni
- Jönköping International Business School (en) (université de Jönköping) — Jönköping,  Suède

### K
- KU Leuven's Faculty of Economics and Business (Katholieke Universiteit Leuven) - Louvain,  Belgique
- Koç University Graduate School of Business (Koç University) — Istanbul,  Turquie
- Korea University Business School (en) (Korea University) — Séoul,  Corée du Sud
- Académie Leon-Koźmiński — Varsovie,  Pologne

### L
- Faculté de management de l'université de Lancaster — Lancastre,  Royaume-Uni
- Lee Kong Chian School of Business (en) (Singapore Management University (en)) —  Singapour
- Leeds University Business School (en) (Leeds University) — Leeds,  Royaume-Uni
- London Business School (University of London) — Londres,  Royaume-Uni
- Loughborough University Business School (Loughborough University) — Loughborough,  Royaume-Uni
- Louvain School of Management (Louvain Catholic University) — Louvain-la-Neuve,  Belgique
- LUISS Business School[2] (Libera Università Internazionale degli Studi Sociali) — Rome,  Italie
- École d'économie et management, Université de Lund — Lund,  Suède

### M
- Mannheim Business School (université de Mannheim) — Mannheim,  Allemagne
- Melbourne Business School, université de Melbourne — Melbourne,  Australie
- Macquarie Graduate School of Management (Macquarie University) —  Australie
- Michael G. Foster School of Business (université de Washington) — Seattle,  États-Unis
- École polytechnique de Milan — Milan,  Italie
- Monash Faculty of Business and Economics (Monash University) — Melbourne,  Australie
- École de management Skolkovo de Moscou — Moscou,  Russie
- Desautels Faculty of Management (en) (Université McGill) — Montréal,  Canada

### N
- Nanyang Business School (Nanyang Technological University) —  Singapour
- School of Management (Université nationale des sciences et des technologies de Taiwan) —  Taïwan (ROC)
- Norwegian School of Economics (NHH) — Bergen,  Norvège
- Nottingham University Business School, université de Nottingham — Nottingham,  Royaume-Uni
- Nottingham Business School (en) — Nottingham,  Royaume-Uni
- Université de Nyenrode — Breukelen,  Pays-Bas
- NUCB Business School (en) — Nagoya,  Japon

### O
- Open University Business School —  Royaume-Uni
- Otago Business School (Université d'Otago) —  Nouvelle-Zélande

### P
- Peter B. Gustavson School of Business (University of Victoria) — Victoria,  Canada
- Pontifical Catholic University of Chile's School of Administration (Université pontificale catholique du Pérou) — Santiago,  Chili

### Q
- QUT Business School (en) (Queensland University of Technology) — Brisbane,  Australie
- Queen's School of Business (en) (Queen's University) — Kingston,  Canada
- UCD Quinn School of Business (University College Dublin) — Dublin,  Irlande

### R
- Reims Management School — Reims,  France
- Rennes School of Business —  France (Rennes, Paris)
- Ivey Business School (en) (Western Ontario University) — London,  Canada
- Rotterdam School of Management, Erasmus University (Université Érasme de Rotterdam) — Rotterdam,  Pays-Bas
- École supérieure de commerce de Rouen — Rouen,  France

### S
- Saïd Business School (University of Oxford) — Oxford,  Royaume-Uni
- UBC Sauder School of Business (en) (British Columbia University) — Vancouver,  Canada
- School of Business (Université nationale de Singapour) —  Singapour
- School of Business Administration (université d'économie et de finance du Sud-Ouest) — Chengdu,  Chine
- School of Business and Management (Hong Kong University of Science and Technology) — Hong Kong,  Chine
- School of Business, Economics and Law (université de Göteborg) — Göteborg,  Suède
- School of Economics and Management (université Tsinghua) — Pékin,  Chine
- School of Management (université Fudan) — Shanghai,  Chine
- SDA Bocconi School of Management (université Bocconi) — Milan,  Italie
- École des hautes études commerciales de Varsovie — Varsovie,  Pologne
- University of Sheffield Management School (en), University of Sheffield — Sheffield,  Royaume-Uni
- Skema Business School —  France (Lille, Paris, Nice/Sophia-Antipolis),  États-Unis (Raleigh),  Chine (Suzhou);  Brésil (Belo Horizonte)
- Solvay Brussels School of Economics and Management (université libre de Bruxelles) — Bruxelles,  Belgique
- Université de Saint-Gall — Saint-Gall,  Suisse
- University of Stellenbosch Business School (université de Stellenbosch) — Stellenbosch,  Afrique du Sud* Stockholm School of Economics — Stockholm,  Suède
- Strathclyde Business School (université de Strathclyde) — Glasgow,  Royaume-Uni

### T
- Monterrey Institute of Technology and Higher Education— Monterrey,  Mexique
- Telfer School of Management (Université d'Ottawa) — Ottawa,  Canada
- Toulouse Business School — Toulouse,  France
- Thammasat Business School, université Thammasat — Bangkok,  Thaïlande
- TUM School of Management, université technique de Munich — Munich,  Allemagne
- Trinity College — Dublin,  Irlande

### U
- Université Paris-Dauphine,  France
- University College Dublin  —  Irlande
- Université de Cologne,  Allemagne
- University of Edinburgh Business School (université d'Édimbourg) — Édimbourg,  Royaume-Uni
- Université de Groningue, Faculté d’économie et de gestion — Groningue,  Pays-Bas
- Université de commerce international et d'économie de Pékin — Pékin,  Chine
- University of Liverpool Management School, université de Liverpool — Liverpool,  Royaume-Uni
- University of Queensland Business School (Queensland University) —  Australie
- University of Sydney Business School, université de Sydney, (cinq ans) —  Australie

### V
- Vienna University of Economics and Business (en) — Vienne,  Autriche
- Vlerick Leuven Gent Management School (université de Gand et KU Leuven) — Gand et Louvain,  Belgique

### W
- Waikato Management School (université de Waikato) — Hamilton,  Nouvelle-Zélande
- Warwick Business School (Warwick University) — Coventry,  Royaume-Uni
- University of Western Australia Business School (université d'Australie-Occidentale) — Perth,  Australie
- Victoria Business School (université Victoria de Wellington)- Wellington,  Nouvelle-Zélande
- Westminster Business School (université de Westminster) — Londres,  Royaume-Uni
- WHU – Otto Beisheim School of Management — Vallendar,  Allemagne